# Campionati europei di slittino 1996
I Campionati europei di slittino 1996 sono stati la 35ª edizione della competizione.
Si sono svolti a Sigulda, in Lettonia.

## Medagliere
| Pos.   | Nazione  | Oro | Argento | Bronzo | Totale |
| ------ | -------- | --- | ------- | ------ | ------ |
| 1      | Germania | 4   | 1       | 0      | 5      |
| 2      | Austria  | 0   | 1       | 2      | 3      |
| 3      | Italia   | 0   | 1       | 1      | 2      |
| 3      | Russia   | 0   | 1       | 1      | 2      |
| Totale | Totale   | 4   | 4       | 4      | 12     |

## Podi
| Evento            | Oro                                                                                | Argento                                                                                            | Bronzo |
| Singolo Maschile  | Jens Müller                                                                        | Albert Demtschenko                                                                                 | Markus Schmidt |
| Singolo Femminile | Jana Bode                                                                          | Gabriele Kohlisch                                                                                  | Andrea Tagwerker |
| Doppio            | Stefan Krauße Jan Behrendt                                                         | Gerhard Plankensteiner Oswald Haselrieder                                                          | Albert Demtschenko Semen Kolobayev                                                                                    |
| Squadre mista     | Germania Jens Müller Georg Hackl Jana Bode Susi Erdmann Stefan Krauße Jan Behrendt | Austria Markus Prock Markus Schmidt Angelika Neuner Andrea Tagwerker Tobias Schiegl Markus Schiegl | Italia Armin Zöggeler Wilfried Huber Gerda Weissensteiner Natalie Obkircher Gerhard Plankensteiner Oswald Haselrieder |